# Maurilio De Zolt
Maurilio De Zolt Lisabetta  (San Pietro di Cadore, 25 september 1950) is een Italiaans langlaufer. 

## Carrière
De Zolt nam in totaal vijfmaal deel aan de Olympische Winterspelen. Tijdens de wereldkampioenschappen van 1985 won De Zolt drie medailles, twee jaar later werd De Zolt wereldkampioen op de 50 kilometer. Tijdens de spelen van 1988 en 1988 won De Zolt de zilveren medaille over 50 kilometer. De Zolt werd in 1994 op 43-jarige leeftijd olympisch kampioen op de estafette. Hiermee is De Zolt de oudste winnaar van een olympische gouden medaille in het langlaufen.
De Zolt mocht samen met zijn ploeggenoten van 1994 de olympische vlam aansteken tijdens de Olympische Winterspelen 2006 in Turijn.

## Resultaten

### Olympische Winterspelen
| Jaar | Plaats           | Resultaten                                                  |
| ---- | ---------------- | ----------------------------------------------------------- |
| 1980 | Lake Lake Placid | 31e 15 km 20e 30 km uitgevallen 50 km 6e 4x10 km estafette  |
| 1984 | Sarajevo         | 9e 15 km 9e 30 km 22e 50 km 7e 4x10 km estafette            |
| 1988 | Calgary          | 6e 15 km klassiek · 50 km vrij · 5e 4x10 km estafette       |
| 1992 | Albertville      | 58e 10 km klassiek · 50 km vrij · uitgevallen achtervolging |
| 1994 | Lillehammer      | 5e 30 km vrij · 7e 50 km klassiek · 4x10 km estafette       |

### Wereldkampioenschappen langlaufen
| Jaar | Plaats           | Resultaten                                                 |
| ---- | ---------------- | ---------------------------------------------------------- |
| 1980 | Lake Lake Placid | 31e 15 km 20e 30 km uitgevallen 50 km 6e 4x10 km estafette |
| 1982 | Oslo             | 17e 15 km vrij 13e 30 km klassiek 8e 50 km vrij            |
| 1985 | Seefeld          | 15 km klassiek · 50 km klassiek · 4x10 km estafette        |
| 1987 | Oberstdorf       | 14e 15 km klassiek · 50 km vrij                            |
| 1989 | Lahti            | 12e 15 km klassiek                                         |
| 1991 | Val di Fiemme    | 5e 15 km vrij · 50 km vrij                                 |
| 1993 | Falun            | 8e 30 km klassiek · 12e 50 km vrij · 4x10 km estafette     |